# Natalija Gawriłowa
Natalija Siergiejewna Gawriłowa (ur. 7 lipca 1950 w Moskwie) – rosyjska pianistka; laureatka V nagrody na VIII Międzynarodowym Konkursie Pianistycznym im. Fryderyka Chopina (1970).

## Życiorys
Gry na fortepianie uczyła się od czwartego roku życia. W latach 1957–1967 uczęszczała do Centralnej Szkoły Muzycznej przy Konserwatorium Moskiewskim. W latach 1967–1972 studiowała w Konserwatorium Moskiewskim. Dodatkowe nauki pobierała m.in. u Lwa Oborina.
W trakcie swojej kariery wystąpiła na trzech prestiżowych konkursach pianistycznych:
- Międzynarodowy Konkurs im. Marguerite Long i Jacques’a Thibaud (1969) – III nagroda
- VIII Międzynarodowy Konkurs Pianistyczny im. Fryderyka Chopina (1970) – V nagroda
- Międzynarodowy Konkurs Muzyczny im. Piotra Czajkowskiego (1974) – dyplom finalistki

Po sukcesach konkursowych występowała w ZSRR i w innych krajach. Pojawiała się też w radzieckiej telewizji, gdzie dawała recitale. W jej repertuarze są utwory m.in. Fryderyka Chopina, Siergieja Rachmaninowa, Dmitrija Szostakowicza i Manuela de Falli.
W 1995 roku otrzymała tytuł Zasłużonego Artysty Federacji Rosyjskiej.